# Амалек
Амалек (Амалик; дав-євр. עמלק; Amalek) — біблійний старозавітний персонаж; син Еліфаза, онук Ісава; вважається родоначальником бедуїнського племені амалекитян (амаликитян), хоча про цей народ згадується, як про могутній, ще задовго до народження Амалека (14:7) .
Амалек — перший ворог, що напав на євреїв після того, як вони, вільні, вийшли з Єгипту. У П'ятикнижжі двічі  згадується як ворог єврейського народу, з яким він має боротися, поки пам'ять про нього на землі не буде повністю згладжена. Внаслідок вікової ворожнечі між євреями та амалекитянами, ім'я Амалека пізніше стало у кабалістів синонімом початку зла та нечистої сили.
У арабів існує переказ, що Амалек був сином Хама.

## Походження
Амалек був сином Еліфаза та його наложниці Фамни (інші імена: Фімна, Тимна, Timna), що походила з племені печерних жителів хоритів (хореян; хореїв; Бут 36:12).
Ім'я Амалека часто служить у Біблії назвою всього бедуїнського племені амалекітян (амалик), також як ім'я Якова — Ізраїль — позначає і ізраїльський народ.
Біблія повідомляє, що тут мова, ймовірно, йдеться не про генеалогію всього народу, а про окрему його гілку, що виникла від змішування едомитян і справжніх амалекітян .
Згідно книзі Буття (14:7), перемігши амалекітян, цар Еламський в часи Авраама — Кедорлаомер, що організував, у союзі з трьома іншими царями Сходу, похід на Палестину, щоби покарати повсталих царів п'яти міст на місці нинішнього Мертвого моря (Содома, Гоморри, Адми, Цевоіма і Бели), — відтіснив їх від джерела «Мішпат», яке було частиною оази Кадес, і від Хацацона-Тамар (нині Ейн-Геді). Отже, ця народність вже за часів патріарха Авраама мала піти на захід і на південний захід від Мертвого моря аж до Синайського півострова. А в книзі Чисел (24:20) Валаам (євр. Білеам) називає Алмалека первістком народів (ראשית גוים).

## В агадичній літературі
У таннаїтській агаді першого століття під Амалеком мається на увазі Рим, хоча останній досить часто ототожнюється також з Едомом (відомішим як Ісав), від якого походив Амалек (Бут 16:36). Будучи спорідненим з Ізраїлем, Амалек все-таки плекав до нього ненависть; він успадкував її від Ісава, брата Якова. Інші племена не наважувалися завдавати шкоди обраному Богом народу, але поганий приклад Амалека підбадьорював їх, і вони приєднувалися до його набігів. «Подібно до розбійника він чекав Ізраїля на великій дорозі, немов рій бджолиний або п'явка, що прагне крові»; «Як отруйні мухи охочіше пристають до виразок на тілі людини, так і Амалек виглядав слабкі місця єврейського народу, щоб там вразити його». Амалек поспішав за сотні миль, щоб перегородити шлях Ізраїлю: «Отримавши з єгипетських архівів список колін ізраїльських, Амалек став поіменно викликати одне коліно за іншим, нібито з метою вступити з ними в переговори, а потім зрадливо напав на них; втім, він умертвив лише грішних, доля яких була вже зумовлена».
Деякі думають, що Амалек вдавався до чарівництва, щоб забезпечити собі перемогу. «Більше того, він знущався з їхніх трупів і глузував над знаком Авраамового союзу» . У рабинській літературі цьому епізоду приписується суто моральне значення. Амалек був лише бичем у руках Господа для покарання Ізраїля, що став "слабким і стомленим" (Втор 25:18) у виконанні заповідей Божих. У них ослабла віра (гра слів: «рефідим = рафу ядаїм, руки ослабли»), і тому вони говорили: «Чи є Господь серед нас чи ні?» (Вих.|17:7|, 8). Ізраїльтяни, що грішили перед Господом, повернулися до Нього знову, як тільки Амалек прийшов, щоби подібно до собаки вкусити їх. Тоді Мойсей постився і молився, кажучи: «О Господи, хто в майбутньому буде розповсюджувати твій закон, якщо Амалеку вдасться знищити цей народ?» І з піднятими руками, тримаючи своє жезло проти неба, Мойсей надихав Ісуса Навина і народ своєю вірою, доки не була здобута перемога.
Яким жорстоким не був би наказ винищити пам'ять Амалека, Талмуд знаходить йому виправдання у тому, що з поблажливості, наданої царем Саулом Агагу, царю амалекітян (1Цар 15:9), стала можливою поява на світ Амана, нащадка Агага (Есф 3:1). Тому щороку в найближчу перед Пуримом суботу в синагогах читається уривок Писання: «Пам'ятай, як вчинив з тобою Амалек» (Втор 25:17—19).
Щодо чудової клятви: «Так рука на престолі Господа: у Господа війна проти Амалека з роду в рід»  талмудисти кажуть: «Ніколи престол Господа – Бога правди, правосуддя та любові – не буде зміцнений, поки насіння Амалека, втілення злоби та злочину, не буде викорінене назавжди». З цього часу ім'я Амалека стало загальним для іменування єврейських ворогів.